# Горлицький деканат
Горлицький деканат — колишня структурна одиниця Перемишльської єпархії греко-католицької церкви з центром в м. Горлиці. Очолював деканат декан. У 1934 році деканат був включений до Апостольської адміністрації Лемківщини.

## Територія
В 1936 році в Горлицькому деканаті було 18 парафій:
1. Парафія с. Боднарка;
2. Парафія с. Бортне з філією в с. Перегонина та приходом у с. Бодаки;
3. Парафія с. Висова з філією в с. Бліхнарка та приходом у с. Висівска Гута;
4. Парафія с. Ганчова з філією в с. Ріпки;
5. Парафія с. Гладишів з приходом у с. Вірхня;
6. Парафія с. Долини з приходом у м. Горлиці, м. Шимбарк, с. Шклярки, с. Надїзд;
7. Парафія с. Ждиня з філією в с. Конечна та приходом у с. присілку Луг;
8. Парафія с. Климківка з філією в с. Лосє з Ропою;
9. Парафія с. Крива з філією в с. Воловець та приходом у с. Ясьонка, с. Баниця;
10. Парафія с. Ліщини з філіями в с. Білянка, с. Кунькова;
11. Парафія с. Маластів з філіями в с. Пантна, с. Ропиця Руська та приходом у с. Драгашів, с. Сенкова;
12. Парафія с. Мацина Велика з приходом у с. Вапенне, с. Пстружне;
13. Парафія с. Новиця з філією в с. Прислоп;
14. Парафія с. Регетів Вижний з філією в с. Сквіртне та приходом у с. Регетів Нижний;
15. Парафія с. Розділє з приходом у с. Липинки, с. Лібуша, м. Біч;
16. Парафія с. Рихвалд;
17. Парафія с. Смерековець;
18. Парафія с. Устє Руске з філією в с. Квятонь та приходом у с.  Одерне.

### Декан
- 1936 — о. Іосиф Ляльович, парох в Мацині Великій.

### Кількість парафіян
1936 — 17 291 особа.
Деканат було ліквідовано в травні 1946 р.